# 벤더
공급사슬에서 벤더(vendor) 또는 셀러(seller)는 재화나 용역을 제공하는 기업이다. 한국어로는 "행상인", "판매 회사", "매도인", "판매인", "매주", "매각인' 등의 유의어가 있다. 일반적으로 공급사슬 벤더는 재고품을 만들어 이것들을 사슬의 다음 고리(link)에 판매한다. 오늘날, 이 용어는 모든 재화, 용역의 공급자를 가리킨다.

## 개요
벤더 또는 공급자는 기업이나 개인에게 재화나 용역을 제공하는 실체를 의미하는 공급망 관리 용어이다. 벤더는 제품을 제조한 다음 고객에게 이 물건들을 판다.
일반적으로 벤더는 금융 시스템이나 창고 관리 시스템을 통해 추적된다.
벤더는 종종 벤더 준수 체크리스트나 벤더 품질 감사로 관리되며 이러한 활동들은 소프트웨어 도구들을 사용하여 효율적으로 관리할 수 있다.
구입 주문은 제품이나 용역을 구매하기 위해 벤더와의 계약성 동의로서 사용된다.

## 같이 보기
- 행상